# Комаров, Дмитрий Виссарионович
Дмитрий Виссарионович Комаров (16 [28] октября 1831 — 29 марта [10 апреля] 1881, Ставрополь-Кавказский) — русский генерал-лейтенант, участник Русско-турецкой войны 1877—1878 годов.

## Биография
Родился 16 октября 1831 года, воспитывался во 2-м кадетском корпусе, из которого в 1849 г. был выпущен на службу в Лейб-гвардии Егерский полк; в 1854 г. поступил в Императорскую военную академию, по окончании курса которой был причислен к Генеральному штабу и отправился на Кавказ. Здесь протекла вся боевая служба Комарова.
В 1857—1858 гг. в составе Лезгинского отряда он участвовал в ряде экспедиций в землю дидойцев и при штурме аула Циберо был тяжело ранен. Произведённый за отличие в делах в подполковники, Комаров в 1859 г. был назначен обер-квартирмейстером штаба войск Лезгинской линии и принимал участие в делах Чеченского отряда; в 1860 г. назначен состоять в распоряжении начальника штаба Кавказской армии; в 1861 г. участвовал в военных действиях Аргунского отряда; в 1862 г., исполняя должность обер-квартирмейстера войск Терской области, за отличие при уничтожении мятежных горцев в Аргунском округе был произведён в полковники; в 1863 г. исправлял должность начальника штаба войск Терской области; в 1864 г. назначен командиром 78-го пехотного Навагинского полка, в 1869 г. — начальником Среднего Дагестана, в 1870 г. произведён в генерал-майоры.
В 1876 г. назначен командующим 19-й пехотной дивизией, а с началом Русско-турецкой войны 1877—1878 гг. — командующим Кавказской гренадерской дивизией. С ней он принял участие в войне и в сражении под Зивином, лично ведя в атаку своих гренадер, был тяжело ранен в ногу. Рана осложнилась тифом, который вызвал на ней рожистое воспаление. Положение Комарова казалось безнадёжным, и врачи признали единственным средством спасти его жизнь прививку к ране кожи здорового человека. Дать её вызвалась сестра милосердия Георгиевской общины Лебедева, у которой и было вырезано на руках 18 кусков кожи в квадратный сантиметр каждый. Операция эта действительно спасла Комарову жизнь. К зиме 1877 г. он вернулся в строй, был назначен начальником Кобулетского отряда и 18 января 1878 г. руководил боем при Цихидзире.
Произведённый за боевые отличия в генерал-лейтенанты и награждённый орденами Св. Анны 1-й степени и Св. Владимира 2-й степени, Комаров в 1877 году был назначен начальником 19-й пехотной дивизии. Состоял на той должности до марта 1881 года.
Умер 29 марта 1881 года в Ставрополе-Кавказском.
У Дмитрия Комарова было три брата: Александр, Виссарион и Константин.
Дочь — известная русская писательница Ольга Форш.